# Per Mogens Hansen
Per Mogens Hansen (født 1. april 1918 i Odense, død 26. april 1991) var en dansk seminarieforstander og -rektor, først i Odense og dernæst på Jonstrup Seminarium i Kongens Lyngby.
I 1941 tog han lærereksamen fra Odense Seminarium, hvor hans far Alfred Hansen var forstander dengang, og før ham havde morfaderen Ejler Møller været forstander og ejer. Da faderen døde kun 53 år gammel i 1944, havde Per Mogens Hansen lige taget nysproglig studentereksamen fra Statens og Hovedstadskommunernes Kursus og gik i gang med et litteraturvidenskabeligt studium på Københavns Universitet, så han var med sine 26 år og et studium foran sig ikke parat til at overtage ledelsen af det familieejede seminarium; men en god ven af familien, Harald Smith, der havde været forstander for Ranum Seminarium siden 1937, overtog ledelsen som forstander for Odense Seminarium og Forskoleseminarium i 1944, mens seminariet nu var ejet af Per Mogens Hansens mor, Henny Hansen, født Møller. Da Harald Smith ti år efter gik på pension i 1954, overtog Per Mogens Hansen ledelsen af familiens seminarium og var forstander indtil 1964. I 1962 var seminariet overgået til at være selvejende institution.
I tretten år, 1964–1977, var Per Mogens Hansen rektor for Jonstrup Statsseminarium; men han var sygemeldt fra 1976. Han fortsatte i et bijob som dansklærer på Danmarks Lærerhøjskole indtil 1981. Per Mogens Hansen var et følsomt menneske og en lærer med indfølingsevne, og han befandt sig godt som kundskabsformidler, men han var ikke den karismatiske ledertype, og det var familietraditionen, der førte til, at han blev seminarieforstander i Odense. Under sygemeldingen blev den karismatiske lærerrådsformand, lektor Knud Karlsen (født 1923), der var kendt for sine skarpe analytiske evner, konstitueret i rektorembedet, indtil Kaj Bonde blev udnævnt til efterfølger.
Per Mogens Hansen blev gift 11. august 1944 med lærerinde Betty Julie Kampmann, født 21. oktober 1919 i Hellerup som datter af civilingeniør Niels Sophus Kampmann og hustru Harriet Carla, født Erlids.
- 1941 lærereksamen fra Odense Seminarium
- 1942-1949 lærer ved Gentofte kommunale skolevæsen, først vikar, så timelærer
- 1944 student fra Statens og Hovedstadskommunernes Kursus
- 1947-1951 lærer ved Blågård Seminarium
- 1948 mag.art. i almindelig og sammenlignende litteraturhistorie fra Københavns Universitet
- 1949-1954 lærer ved Statsseminariet på Emdrupborg
- 1952-1954 lærer i dansk litteratur ved Danmarks Lærerhøjskole
- 1954-1964 forstander for Odense Seminarium og Odense Småbørnslærerindeseminarium; fra 1959 hed stillingsbetegnelsen seminarierektor
- 1964-1977 rektor for Jonstrup Statsseminarium
- 1966-1981 lærer i dansk sprog ved Danmarks Lærerhøjskole

Medlem af bestyrelsen for Foreningen af Tjenestemænd ved Statens Seminarier 1950-1954. Præsident for Kongens Lyngby Rotary Klub 1972-73.
Han boede i Gentofte og benyttede kun tjenesteboligen ved Jonstrup Seminarium som kontor, og bl.a. praktikleder Vagn Mathiassen havde også kontor i rektorboligen. Sommerboligen var på Dinestrup Strand ved 5540 Ullerslev på Fyn.
Per Mogens Hansen var forfatter og medforfatter til flere lærebøger og artikler, dels med tema læreruddannelse og dels med tema danskundervisning, og selv om han oprindelig var uddannet med litteratur som fokuspunkt, kom dansk sproglære efterhånden i centrum, og »Dansk Sproglære for Seminarier«, som han har udgivet sammen med Gunnar Hansen og Ragna Lorentzen, huskes af mange lærere. Han har også skrevet om H.C. Andersen, bl.a. hørespillet "Digter på skolebænken", som blev genudsendt i H.C. Andersen året og om Lyngby Rotary Klubs 50-års historie.